# Devsirme

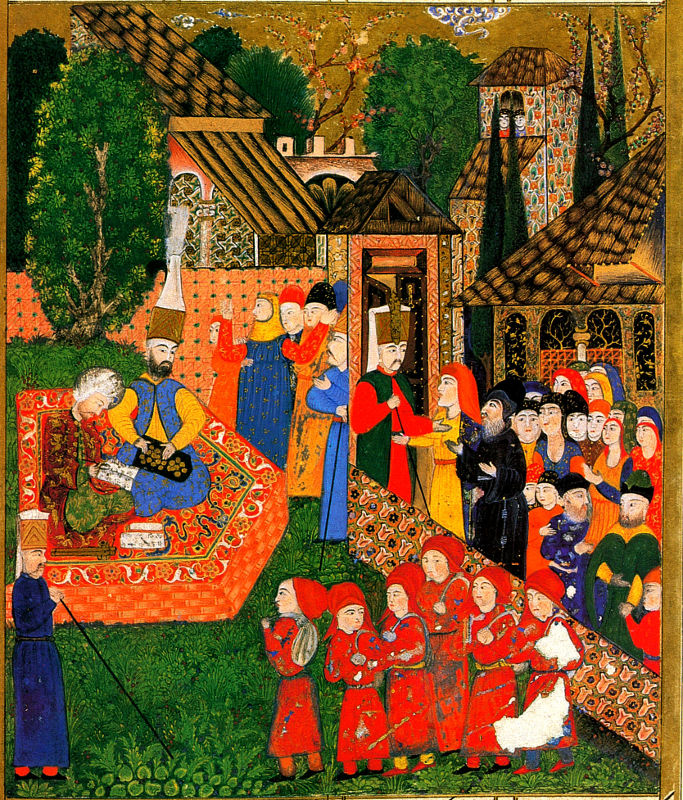
A gyermekek lajstromba vétele

A devsirme (török nyelven devşirme, összegyűjtés):  Oszmán Birodalomban a Balkánon, keresztény alattvalók körében alkalmazott gyermekadó, elsősorban az oszmán hadseregben a janicsárság utánpótlására szánt keresztény gyermekek begyűjtése Az európai nyelvekben gyermekadó, véradó névre is fordították. Előzményei az 1360-as évekre nyúlnak vissza, amikor a hadizsákmányként elfogott rabok elosztása során az államnak jutó fegyverképes férfiakat katonai szolgálatra rendelték. A devsirme révén összegyűjtött gyermekek kisebb, válogatott része a szultáni szerájban részesült nevelésben. Nagyobb részük előbb török parasztcsaládokhoz került a nyelv és a szokások elsajátítására, majd alapos kaszárnyai kiképzés után lett janicsár. 
A 14. század végétől a 18. század elejéig több-kevesebb rendszerességgel erőszakkal toboroztak fiúkat a keresztény családokból, hogy a birodalom központjában iszlámra térítsék, majd oktassák őket. Közülük a tehetségesebbek számára fényes karrier nyílt meg, kiemelkedő pozíciókba helyezték őket a katonai és közigazgatási szolgálatban. Számos nagyvezírről is ismeretes, hogy a devsirme révén került pályájára. A devsirme utolsó nyomai a 18. század elejéről maradtak fönn. 
Az oszmán társadalom ázsiai típusú sajátosságai miatt a devsirme révén szüleiktől elrabolt és a birodalom belsejébe hurcolt gyermekek kvázi rabszolgasága nem különbözött  jelentősen a társadalom többi tagjának helyzetétől, hiszen végső soron mindenki a szultán tulajdonának, rabszolgájának számított, az egyszerű földművestől kezdve a nagyvezírig.

## A devsirme története és gyakorlata

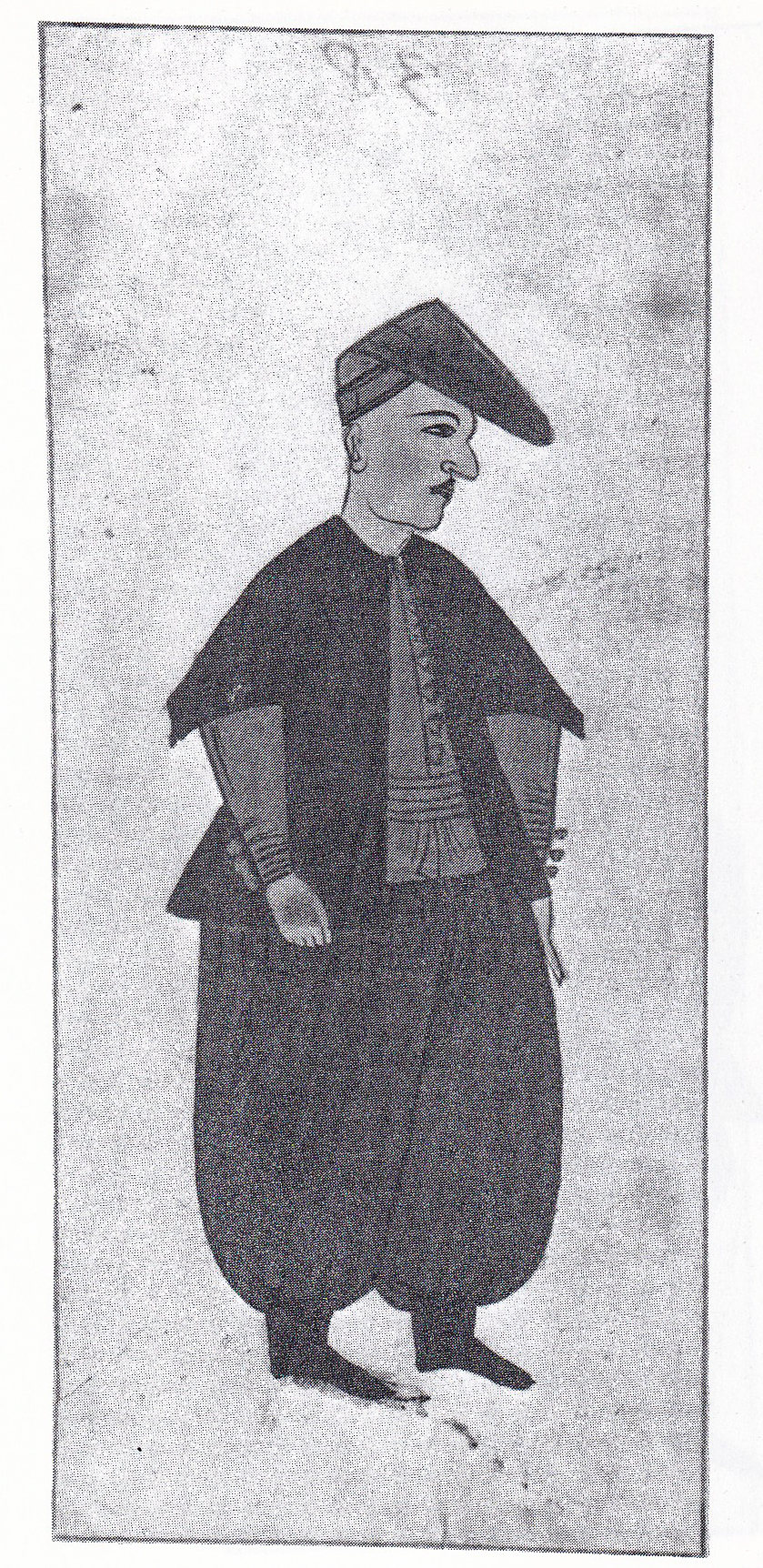
Devsirmével begyűjtött fiú, adzsemi oglan

A devşirme első említése 1395-ből maradt fenn a szaloniki metropolita beszédében. A második adat  Szinan pasa 1430-as levele Ioannina lakosaihoz, II. Murád oszmán szultán (1404–1451) alatt a devsirme már rendszeres tevékenység volt. Adószedés formájában hajtották végre a birodalom keresztény alattvalóira vonatkozóan, elsősorban a Balkán-félszigeten, de Anatóliában is. Szabálytalan időközökben (évente, ötévente, négyévente) és változó intenzitással (például minden 40. család) került rá sor. Nyolc és 20 év közötti fiúkat és fiatal férfiakat toboroztak, általában 14 éves korban. Az Oszmán Birodalom csatlós államait, a Moldvai Fejedelemség vagy a Havasalföldi Fejedelemség lakosságát ez nem érintette. A fő toborzási területek Bosznia, Hercegovina, Bulgária és Albánia voltak. A magyar hódoltsági területeken egyáltalán nem volt devsirme (részben a helyi ellenállás miatt), de előfordult, hogy sikeres portyák során elhurcolt magyar foglyok áttértek az iszlámra és önként álltak a szultán szolgálatába.
A kiválasztás általában szabályozott keretek között történt. Egy magas rangú janicsár tiszt, egy titkár és néhány katona kíséretében, az egyes közigazgatási kerületekben az (ortodox) papok keresztelési anyakönyveiből kiválogatta a megfelelőnek tartott gyerekeket. A fiúk nem lehettek egyetlen fiúk, törökök, muszlimok, zsidók, cigányok vagy árvák, és jó felépítésűnek, megfelelő jelleműnek kellett lenniük.
A szülők fegyveres ellenállását azonnali kivégzéssel büntethették.
A városi lakosság, különösen a birodalom európai részén, általában mentesült a devsirme alól, ahogy bizonyos szakmai csoportok (kézművesek) is, de például Athén érintett volt. A görög szigeteket, különösen Kioszt és Rodoszt, mentesítették.
Az egy-egy ilyen évben összesen összegyűjtött mintegy 10 000 fiút 100-150 fős csoportokban Isztambulba vezették, ahol iszlám hitvallást kellett tenniük és körülmetélték őket.

## Nevelés, kiképzés
Az újoncokat ezután két csoportra osztották: az okosabbakat, csinosabbakat és erősebbeket további kiképzésre küldték a szultán egyik palotájába. Ott gondos fizikai és szellemi képzésen estek át, ami általában több mint 14 évig tartott. Ezek az iskolák teljesen el voltak szigetelve a külvilágtól. Török, perzsa és arab nyelvet, valamint kalligráfiát, irodalmat, iszlám teológiát és jogot tanítottak. A fizikai képzés is része volt a tantervnek (íjászat, lovaglás).
Az újoncokat ezután két csoportra osztották, amelyek közül az okosabbakat, szebbeket és erősebbeket további kiképzésre küldték a szultán egyik palotájába. Ott gondos fizikai és szellemi képzésen estek át, amely gyakran több mint 14 évig tartott. A palotai iskolák (Enderun Iskola) teljesen el voltak szigetelve a külvilágtól, és török, perzsa és arab nyelvet, valamint kalligráfiát, irodalmat, teológiát és jogot tanítottak. A fizikai képzés is része volt a tantervnek (íjászat, lovaglás).
A többieket török paraszt- és katonacsaládokhoz osztották be Anatóliában és Ruméliában, a birodalom európai részében, ahol három–hét évig dolgoztatták őket, megtanulták a török életmódot és nyelvet. Ekkorra már „oszmánná” váltak, adzsemi oglan-nak (újonc, idegen fiú) nevezték őket. Ezután visszaküldték őket a fővárosba, ahol szigorú fegyelem alatt dolgoztatták őket a szultán kertjeiben vagy hajógyáraiban, némelyeket pedig még a palotában is. Amikor szabadnapot kaptak, kicsapongásaik miatt még a janicsároknál is jobban rettegett tőlük a lakosság. Körülbelül 22 éves korukban szabadon engedték őket. Sokan közülük szpáhik lettek, a többieket a különböző janicsár alakulatok között osztották fel. Állandóan fizetést kaptak, törvényileg szabályozott jogokkal rendelkeztek, mint például ingyenes szállás a saját laktanyájukban, élelmezés, nyugdíjjogosultság és fizetés betegség vagy szolgálatképtelenség esetén is, adómentesség és más kiváltságok.
Nem szolgalelkűségre, hanem „tiszteletreméltó személynek” nevelték őket. Szabadulásuk után jogosultak voltak a legmagasabb polgári és katonai pozíciók betöltésére is.
II. Mehmed oszmán szultán (1432–1481) már tudatosan alkalmazta a devsirmét a birodalom legmagasabb  tisztségeinek utánpótlásaként. Minden nagyvezírje ebből a közegből származott. A legmagasabb posztokra történő előléptetés gyakran azzal járt, hogy a szultán feltörekvő hívének feleségül adta egyik nővérét, lányát vagy háremhölgyét, így az közvetlen rokonságba került az uralkodó házzal.
A devsirme rendszeréből kizárták a muszlimokat és törököket, és ez vonatkozott a devsirme révén felemelkedők (természetesen már muszlim) gyermekeire is. 
Amikor a janicsárok 1651-ben kikényszerítették jogaik örökletessé tételét, ez drasztikus beavatkozást jelentett az addigi oszmán társadalmi rendszerre, és a katonai hatékonyság rovására is ment. Ez már az oszmán terjeszkedés végének kezdetét is jelezte.

## A devsirme révén az Oszmán Birodalomba került néhány neves személyiség
- Szinán (1490–1588), építész, az „oszmánok Michelangelója”
- Pargali Ibrahim (1493–1536), nagyvezír I. Szulejmán oszmán szultán idején
- Szokoli Mehmed (1505–1579), nagyvezír
- Abdurrahmán Abdi Arnaut (1616–1686), az utolsó budai pasa

## Fordítás
Ez a szócikk részben vagy egészben  a   Knabenlese című német Wikipédia-szócikk ezen változatának fordításán alapul.  Az eredeti cikk szerkesztőit annak laptörténete sorolja fel. Ez a jelzés csupán a megfogalmazás eredetét és a szerzői jogokat jelzi, nem szolgál a cikkben szereplő információk forrásmegjelöléseként.